# تحفة (عرض)
التحفة أو المظهر أو الجزء أو القطعة (بالإنجليزية: showpiece)‏ تأتي بمعاني منها:
- هو إنجاز يستحق العرض والإعجاب:     
  - تمت تسمية المقالة رقم 1,000,000 في ويكيبيديا الإنجليزية،[1] محطة قطارات جوردنهيل، بـ «تحفة التعاون الموازي».[2]
- مثال رائع على نوع من انواعها:
  -  تعتبرمنارة هيل بارك في فيكتوريا، كولومبيا البريطانية حديقة رائعة.[3]        
  - أصبحت الحديقة العضوية لجرين ماونتن كوليدج مع العديد من المزارع الموروثة قطعة رئيسية (تحفة) في الحرم الجامعي.[4]
- أداء أو تكوين يوفر فرصة لعرض مهارة معينة، مثل:
  - رقصة السولو المنفردة كانت تحفة لراقصة الباليه آنا بافولوفا .        
  - إن لعبة سيكونزا الثانية عشر لبيريو هي قطعة أساسية لمزمار.
- عمل فني أو إنتاج مسرحي مقدم للمعرض، مثل:
  - في عام 1994، ابتكر مصمم الرقص جيروم روبنز نموذجًا لمدرسة الباليه الأمريكية استنادًا إلى اختراع الملحن يوهان سباستيان باخ لجزئين وثلاثة أجزاء.[5]
- في الهجاء، فإن الجزء الرئيسي هو مهزلة، سخرية، ذريعة فارغة أو سخيفة.